# 謝爾曼 (喬治亞州)
謝爾曼（英語：Shellman）是一個位於美國喬治亞州蘭道夫縣的城市。

## 地理
謝爾曼的座標為31°45′31″N 84°36′36″W / 31.75861°N 84.61000°W，而該地的平均海拔高度為117米（即384英尺）。

## 人口
根據2010年美國人口普查的數據，謝爾曼的面積為8.20平方千米，當中陸地面積為8.20平方千米，而水域面積為0.00平方千米。當地共有人口1083人，而人口密度為每平方千米132.07人。